# Échocardiographie de contraste
L'échocardiographie de contraste consiste à améliorer la visualisation du cœur lors d'une échocardiographie par l'injection de micro-bulles d'air.

## Historique
Cette technique s'est développée à la fin des années 1980, après des premiers tests à la fin des années 1970, pour la visualisation du cœur droit et durant les années 1990 pour l'exploration du cœur gauche.
Les premières expériences d'opacification myocardique chez l'animal (par injection directe dans la racine de l'aorte) datent du début des années 1980.

## Principes
L'air est un obstacle naturel à la diffusion des ultrasons. L'injection d'air dans une veine du bras arrive dans l'oreillette droite par l'intermédiaire de la veine cave supérieure, puis passe dans le ventricule droit, puis dans les artères pulmonaires. Il est théoriquement arrêté par le capillaire pulmonaire où il peut être évacué naturellement. Il n'y a donc pas théoriquement de passage dans la « grande circulation », et donc, dans les cavités gauches du cœur. Pour visualiser ces dernières, il faut créer des bulles de tailles suffisamment petites afin qu'elles passent le filtre pulmonaire et les protéger par une petite coque afin d'en prolonger la durée de vie. 
Lorsque la micro-bulle reçoit l'ultrason, elle capture son énergie, se dilate jusqu'à faire exploser sa coque. Ce phénomène rend la durée de vie des bulles particulièrement courte et expose à un risque de dilacération du vaisseau sanguin si la taille de la bulle est proche de son diamètre. Cela impose, d'une part, une taille suffisamment petite par rapport à celle d'un capillaire (vaisseau sanguin dont le diamètre est le plus faible), et d'autre part, de maîtriser au maximum l'énergie délivré, soit quantitativement, soit en limitant au maximum la fenêtre temporelle de tir des ultrasons. En pratique, la technique est bien maitrisée et ne comporte qu'un risque extrêmement faible.
Une fois la bulle détruite, l'air est rapidement absorbé par le sang. L'emploi de gaz plus lourds (type fluorocarbures, par exemple l'octafluoropropane) permet une persistance plus importante de la bulle, même lorsque sa paroi est détruite. Leurs utilisations devient de plus en plus régulière et supplante dans beaucoup d'autres types d'échographie de contraste l'utilisation des bulles d'air.

## Réalisation
Le patient n'a pas besoin d'être à jeun. L'examen peut être fait tant en échocardiographie classique qu'en échographie transœsophagienne. La présence du produit de contraste améliore nettement la visualisation cardiaque, aussi l'échographie trans-thoracique est préférée dans la majorité des cas.
Une perfusion est mise en place. 

### Examen du cœur droit
Les bulles sont formées par l'agitation forte d'un millilitre d'air avec un soluté de perfusion habituel. Elles sont plus stables si on utilise des macro-molécules, ou éventuellement le sang du patient. Une fois formées, elles sont injectées rapidement sous contrôle échographique. Si un shunt est recherché (c'est-à-dire le passage anormal de sang entre les cavités droites et gauche du cœur), on peut augmenter transitoirement les pressions dans les premières en demandant au patient de tousser ou en lui demandant de pousser en arrêtant de respirer (manœuvre de Valsalva). 

### Examen du cœur gauche
Les bulles sont constituées de micro billes à paroi biologique, mélangées à un soluté, et sont injectées en perfusion réglée.

## Indications

### Recherche d'un shunt intra-cardiaque
Elle consiste essentiellement en la recherche d'un foramen ovale perméable. Ce dernier est le témoin d'un passage normal du sang entre les cavités droites et gauches chez l'embryon. À la naissance, ce foramen ovale se ferme, en théorie, définitivement, mais il peut se rouvrir transitoirement, pouvant être le terrain de plusieurs problèmes :
- accident ischémique par embolie paradoxale : un caillot se forme dans le réseau veineux (phlébite). Il migre et passe dans la grande circulation par l'intermédiaire d'un foramen ovale perméable, provoquant l'occlusion d'une artère. La coexistence, par ailleurs, d'un foramen ovale perméable et d'un anévrisme du septum interauriculaire est un facteur de risque des accidents vasculaires cérébraux.
- désoxygénation sanguine (hypoxie) réfractaire en cas d'insuffisance respiratoire chronique ;
- embolie gazeuse paradoxale, soit au cours d'un accident de décompression lors d'une plongée sous-marine, soit au cours d'une intervention chirurgicale ou médicale.

La recherche d'un foramen ovale perméable se fait par injection de bulles produite par agitation d'un soluté banal avec une petite quantité d'air.

### Amélioration de la visualisation des contours du ventricule gauche
L'échographie de contraste est de moins en moins utile dans cette indication, du fait de l'amélioration des échographes et de la qualité d'imagerie.

### Estimation de la perfusion myocardique
Les billes des micro-bulles pénètrent les artères coronaires si elles sont perméables. En cas d'occlusion, l'échographie montre une portion du muscle cardiaque sans contraste.
L'application de l'outil de quantification des débits de perfusion sur les modèles expérimentaux a permis de mieux comprendre la physiopathologie micro circulatoire. Des phénomènes de "recrutement" et "dé-recrutement" capillaire par ouverture ou fermeture de ces derniers ont été identifiés comme élément régulateur des échanges métaboliques mais également à l'origine des "défects" de perfusion observés en cas de sténose coronaire.
Un grand intérêt se situe aussi dans l'appréciation de l'évaluation de l'intégralité capillaire après re-perfusion. Ceci permet de guider au mieux les nouvelles procédures thérapeutiques de reperfusion.

## Effets secondaires
Des accidents, dont certains ont pu être mortels, ont été attribuées à l'utilisation de produits de contraste, obligeant la Food and Drug Administration américaine de publier en 2007 un avertissement quant à leur emploi. Ce risque, demeure en pratique, rarissime.
L'ensemble des produits de contraste à destinée échographique ont tout de même été soumis à des contre-indications : 
- intervention récente sur les artères coronaires ou tout autre facteur suggérant une instabilité clinique;
- insuffisance cardiaque aiguë, au stade 3 ou 4;
- infarctus du myocarde en phase de constitution ou en évolution.

Il est à noter tout de même que ces produits de contraste présentent un risque faible ou inexistant dans la majorité des cas observés cliniquement. Cependant, le nombre d'études portant sur leurs incidences et risques potentiels est limité et encore à creuser.